# Styled Layer Descriptor
Styled Layer Descriptor (SLD) ist ein XML Schema, das vom Open Geospatial Consortium (OGC) definiert wurde, um das Aussehen von Kartenebenen zu definieren. Mit der SLD-Darstellungsbeschreibungssprache kann das Aussehen von Vektor- und Rasterdaten beschrieben werden. Typische Anwendung einer SLD-Definition ist einem Web Map Service (WMS) mitzuteilen, wie eine spezielle Kartenebene dargestellt werden soll. Die Darstellung lässt sich damit unabhängig von der Geometrie, nicht aber vom Geometrie-Typ (Punkt, Linie, Polygon usw.) abspeichern.
Im August 2007 wurde die SLD-Spezifikation in zwei neue Spezifikationen unterteilt: Symbology Encoding (kurz: SE) und Styled Layer Descriptor (kurz: SLD).
Die Styled Layer Descriptor Spezifikation beschreibt nun nur noch das Protokoll, um einem WMS mitzuteilen, welche Darstellungsregeln für eine Kartenebene angewendet werden sollen. Die eigentlichen Beschreibungsregeln sind nun in einer eigenen Symbology Encoding Specification definiert.

## Editoren
- AtlasStyler SLD Editor ist ein freier (LGPL) SLD Editor auf der Basis von GeoTools,  Java und  Swing. Ab Version 1.7 werden Vektor und Raster unterstützt. Datenquellen können Shapefile, PostGIS, WFS und GeoTiff/ArcASCII-Dateien sein.